# 南島原市立吉川小学校
南島原市立吉川小学校（みなみしまばらしりつ よしかわしょうがっこう）は、かつて長崎県南島原市南有馬町甲にあった公立小学校。
2015年（平成27年）3月末に閉校し、南島原市立南有馬小学校に統合された。

## 概要
歴史
1875年（明治8年）に開校。2010年（平成22年）に創立135周年を迎えた。南島原市南有馬地区の小学校5校の統合により、2015年（平成27年）3月末に閉校し、140年の歴史に幕を下ろした。
学校教育目標
「『やる気・すてき・元気』な吉川っ子の育成をめざして」
校章
校名の「吉」の文字を図案化したもの。
校区
住所表記で南島原市南有馬町の後に「甲1～4194番地、4227～7807番地、7821～7824番地、7833～7836番地」が続く地域。中学校区は南島原市立南有馬中学校。

## 沿革
- 1875年（明治8年）9月 - 吉川名への小学校設置の議が起こり、東田原に草葺平屋1棟を建設し「吉川小学校」を創設。当初1学級編成とし、村里一政が教育にあたる。
- 1878年（明治11年）- 郡制の実施により、南高来郡の管轄となる。
- 1879年（明治12年）3月 - 吉川名下瀉甲713番地の瓦葺土蔵に増築を施し移転。
- 1889年（明治22年）
  - 1月 - 「簡易吉川小学校」に改称。吉川名下瀉甲760番地の瓦葺2階建て建物1棟を購入し移転。学級数は2。修業年限を3年とする。
    - 吉川名夏吉甲351番地の瓦葺平屋に夏吉分校を設置。

  - 4月1日 - 町村制の施行により、南有馬村立の小学校となる。
- 1893年（明治26年）3月 - 「吉川尋常小学校」に改称。
- 1899年（明治32年）9月 - 児童数の増加で校舎がせまくなり、下瀉甲753番地に校舎を新築し移転。
- 1901年（明治34年）2月 - 夏吉分校を夏吉分教場とする。
- 1908年（明治41年）
  - 4月 - 小学校令の改正により、義務教育年限が4年から6年に延長されたため、尋常科5年を新設。
  - 8月 - 吉川名下瀉甲759-760番地に移転。
- 1909年（明治42年）4月 - 尋常科6年を新設。
- 1921年（大正10年）11月 - 併設の吉川農業補習学校が吉川実業補習学校に改称。
- 1925年（大正14年）12月 - 創立50周年を記念して校旗（校章）を制定（校旗が寄贈される）。
- 1932年（昭和7年）1月1日 - 南有馬村の町制施行に伴い、南有馬町立の小学校となる。
- 1941年（昭和16年）
  - 4月1日 - 国民学校令の施行により、「南有馬町吉川国民学校」に改称。尋常科を初等科に改める（初等科6年）。
  - 11月 - 運動場の隅に奉安殿が完成。
- 1942年（昭和17年）11月 - 4教室を増築。運動場を拡張。
- 1946年（昭和21年）
  - 1月 - 天皇・皇后のご真影を奉還。
  - 3月 - 奉安殿を撤去。
- 1947年（昭和22年）
  - 4月1日 - 学制改革（六・三制の実施）により、国民学校初等科が改組され、「南有馬町立吉川小学校」となる。夏吉分教場を夏吉分校とする。
  - 9月 - 校舎玄関を増築。
  - 10月 - 吉川名青年団より土俵が寄贈される。
- 1948年（昭和23年）5月 - 保護者会を解散し、育友会を創設。
- 1951年（昭和26年）12月 - 夏吉分校の新校舎が完成。
- 1953年（昭和28年）11月 - 夏吉分校を会場に、第5回九州地区小学校幼稚園研究集会が開催される。
- 1954年（昭和29年）4月 - 電話が設置される。
- 1959年（昭和34年）8月 - 旧校舎の補修工事を実施。
- 1965年（昭和40年）10月 - 夏吉分校を会場に、西日本（中国・四国・九州・沖縄）僻地教育指導者研究会が開催される。
- 1967年（昭和42年）
  - 3月 - 新校舎が完成。
  - 6月 - 給食室が完成し、完全給食を開始。

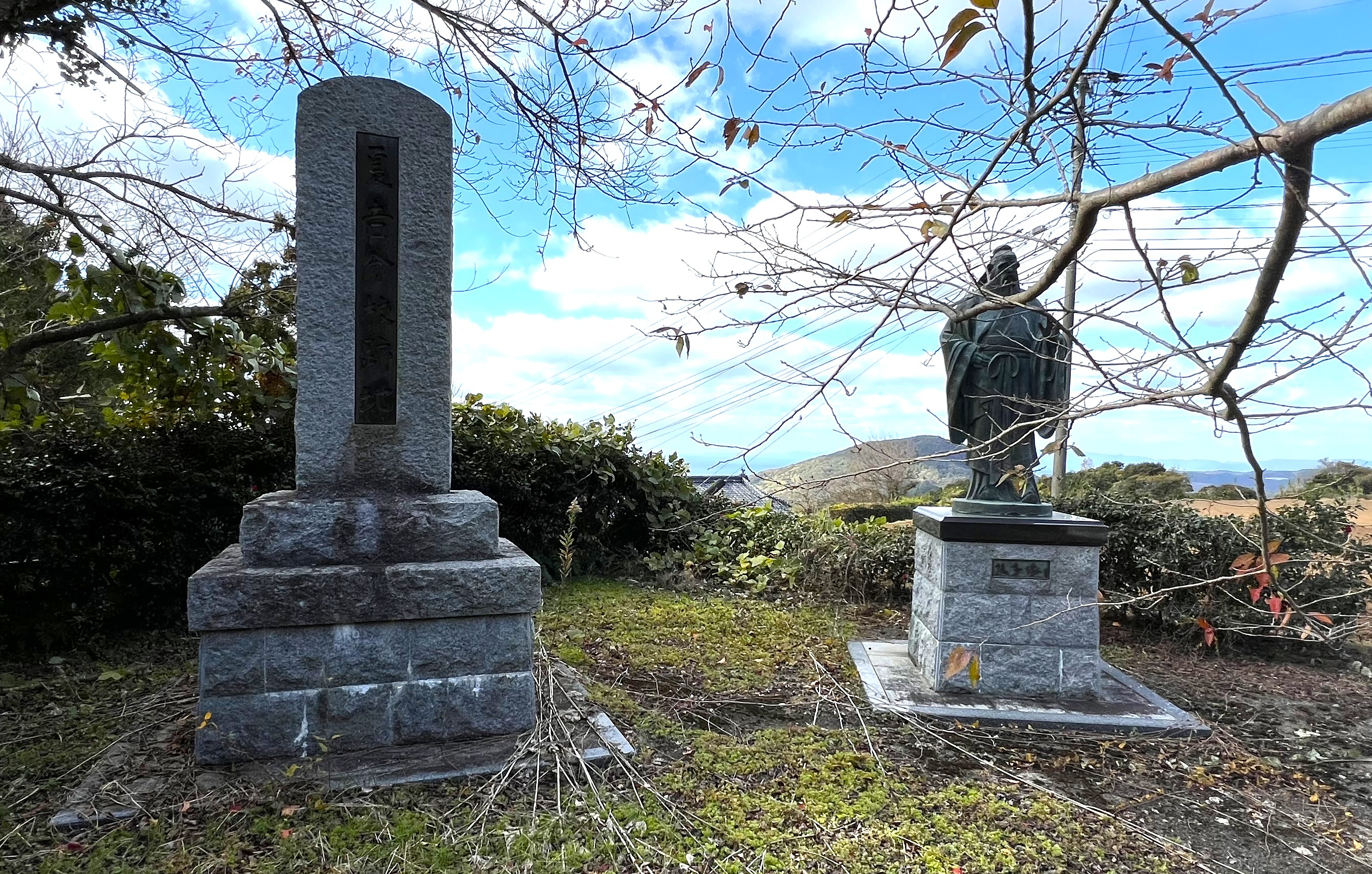
旧・夏吉分校跡

- 1975年（昭和50年）- 創立100周年記念式典を挙行。
- 2003年（平成15年）3月31日 - 夏吉分校を廃止。
  - 最終所在地（夏吉分校）- 〒859-2411 南高来郡南有馬町甲3186番地（北緯32度37分32.0秒 東経130度12分30.3秒）
- 2006年（平成18年）3月31日 - 南島原市の発足に伴い、「南島原市立吉川小学校」に改称。
- 2015年（平成27年）3月31日 - 南島原市立南有馬小学校への統合により閉校[3]。

## 交通アクセス
最寄りのバス停
- 島鉄バス 「吉川小前」バス停
  - かつては近くに島原鉄道線の「有馬吉川駅」があったが、2008年（平成20年）3月末に廃止された。

最寄りの県道
- 国道251号

## 参考資料
- 「南有馬町郷土誌」（1969年（昭和44年）11月5日発行, 南有馬町教育委員会）p.124 -
- 「長崎新聞に見る長崎県戦後50年史（1945～1995）」（1995年（平成7年）8月9日発行, 長崎新聞社）「南有馬町」